# Powiat de Nowa Sól
Pour les articles homonymes, voir Nowa Sól.
Le powiat de Nowa Sól (en polonais : Powiat nowosolski) est un powiat de la voïvodie de Lubusz, dans l'ouest de la Pologne.
Elle est née le 1er janvier 1999, à la suite des réformes polonaises de gouvernement local passées en 1998. 
Le siège administratif du powiat est la ville de Nowa Sól, qui se trouve à 22 km au sud-est de Zielona Góra (siège de la diétine régionale) et 109 kilomètres au sud de Gorzów Wielkopolski (capitale de la voïvodie). Il y a trois autres villes dans le powiat qui sont Kożuchów à 10 kilomètres au sud-ouest de Nowa Sól, Bytom Odrzański à 11 kilomètres au sud-est de Nowa Sól et Nowe Miasteczko à 13 kilomètres au sud de Nowa Sól.
Le district a une superficie de 770,58 kilomètres carrés. En 2006, il compte 86 773 habitants, dont 40 351 à Nowa Sól, 9 592 à  Kożuchów, 4 365 à  Bytom Odrzański, 2 828 à  Nowe Miasteczko et 29 637 dans la partie rurale.

## Powiaty voisines
La Powiat de Nowa Sól est bordée des powiaty de : 
- Wolsztyn au nord-est
- Wschowa et Głogów à l'est
- Żagań au sud-ouest
- Zielona Góra au nord-ouest

## Subdivisions administratives
Le district est subdivisé en 8 gminy (communes):
- 1 commune urbaine : Nowa Sól ;
- 4 communes rurales : Kolsko, Nowa Sól, Otyń et Siedlisko ;
- 3 communes mixtes : Bytom Odrzański, Kożuchów et Nowe Miasteczko.

Celles-ci sont inscrites dans le tableau suivant, dans l'ordre décroissant de la population.
| Gmina                                                   | Type         | Superficie (km²) | Population (2006) | Chef-lieu       |
| Nowa Sól                                                | urbain       | 21,6             | 40 351            |                 |
| Gmina Kożuchów                                          | urbain-rural | 178,8            | 15 993            | Kożuchów        |
| Gmina Nowa Sól                                          | rural        | 176,2            | 6 619             | Nowa Sól *      |
| Gmina Otyń                                              | rural        | 91,6             | 6 175             | Otyń            |
| Gmina Nowe Miasteczko                                   | urbain-rural | 77,2             | 5 512             | Nowe Miasteczko |
| Gmina Bytom Odrzański                                   | urbain-rural | 52,4             | 5 359             | Bytom Odrzański |
| Gmina Siedlisko                                         | rural        | 92,2             | 3 492             | Siedlisko       |
| Gmina Kolsko                                            | rural        | 80,6             | 3 272             | Kolsko          |
| * siège ne faisant pas partie du territoire de la gmina |              |                  |                   |                 |

## Démographie
Données du 30 juin 2005 :
| Description | Total  | Total | Femmes | Femmes | Hommes | Hommes |
| ----------- | ------ | ----- | ------ | ------ | ------ | ------ |
| Unité       | Nombre | %     | Nombre | %      | Nombre | %      |
| Population  | 86 794 | 100   | 44 757 | 51,57  | 42 037 | 48,43  |
| Urbain      | 57 420 | 66,16 | 30 013 | 34,58  | 27 407 | 31,58  |
| Rural       | 29 374 | 33,84 | 14 744 | 16,99  | 14 630 | 16,86  |

## Histoire
De 1975 à 1998, les différentes gminy du powiat actuelle appartenaient administrativement à la Voïvodie de Gorzów.

Depuis 1999, la powiat fait partie de la voïvodie de Lubusz.